# Second (grup)
Second és un grup de música indie rock de Múrcia, Espanya. Van donar-se a conèixer gràcies al seu triomf al concurs Global Battle of the Bands, a Londres, i actualment compten amb cinc discs al mercat.

## Membres
- Sean Frutos: cantant.
- Jorge Guirao: guitarra.
- Fran Guirao: bateria.
- Nando Robles: baix.

### Altres membres
- Pedro Marco: bateria als dos primers discs.
- Eduardo Fajardo: guitarra al primer disc.
- Alejandro Garriga: bateria ocasional.
- Javi Vox: guitarra i teclat.
- David Lozano: guitarra (gira Anillos y Raíces)
- Ricardo Ruiz: teclados (gira Anillos y Raíces)

## Discografia

### Àlbums
| Any  | Àlbum                    | Discogràfica  | Productor                       |
| 2000 | Private Life             | Pulpo Negro   |                                 |
| 2003 | Pose                     | Pulpo Negro   |                                 |
| 2006 | Invisible                | DRO           | Raúl de Lara                    |
| 2009 | Fracciones de un segundo | DRO           | Carlos Jean                     |
| 2011 | Demasiado soñadores      |               | Raúl de Lara, Second            |
| 2012 | 15 (Directo)             | Warner Music  | Juan Antonio Ross i Second      |
| 2013 | Montaña rusa             | Warner Music  | Juan Antonio Ross i Second      |
| 2015 | Viaje Iniciático         | Independiente | Juan Antonio Ross i Juan Sueiro |
| 2018 | Anillos y Raíces         | Independiente | Raúl de Lara                    |

### EP
- Saint Jacob's Return (maig de 2001).
- Segunda vez (2004).
- 5 (Directo) (2012)

## Col·laboracions
- Sala Camelot (Nadal 2000-2001).

## Premis

### PremisPop-Eye
- Artista Nacional 2011.
- Millor Videoclip 2011, per "Muérdeme".